# كارل مجاني
كارل مجاني (بالفرنسية: Carl Medjani) هو لاعب كرة قدم جزائري، ولد في 15 مايو 1985 في ليون بفرنسا من أب جزائري وأم فرنسية، وهو يلعب في وسط الدفاع.

## إنجازات اللاعب
- وصيف بطل كأس أمم أوروبا تحت 17 سنة 2002
- بطل دورة تولون الدولية سنة 2005 و2006

## روابط خارجية
- كارل مجاني على موقع الاتحاد الدولي (مؤرشف)  (الإنجليزية)
- كارل مجاني على موقع اتحاد تركيا (لاعب) (الإنجليزية)
- كارل مجاني على موقع قاعدة بيانات كرة القدم.إي يو (الإنجليزية)
- كارل مجاني على موقع ليكيب (الفرنسية)
- كارل مجاني على موقع ناشيونال فوتبول تيمز (الإنجليزية)
- كارل مجاني على موقع Soccerbase.com (لاعب) (الإنجليزية)
- كارل مجاني على موقع Soccerway.com (الإنجليزية)
- كارل مجاني على موقع عالم كرة القدم.نت (الإنجليزية)
- كارل مجاني على موقع كووورة
- كارل مجاني على موقع AS.com (الإسبانية)